# Keutumbu
Keutumbu is een bestuurslaag in het regentschap Pidie van de provincie Atjeh, Indonesië. Keutumbu telt 324 inwoners (volkstelling 2010).